# Addio signora Leslie
Addio signora Leslie (About Mrs. Leslie) è un film del 1954 diretto da Daniel Mann.

## Trama
Una cantante che si esibisce in night-club riesce a racimolare abbastanza denaro per aprirsi una propria pensione, grazie a un suo cliente facoltoso.

## Distribuzione
È stato distribuito nei cinema statunitensi a partire dal 3 agosto 1954, dopo le anteprime avvenute a New York e Los Angeles la settimana precedente.
In Italia non è mai stato distribuito nei cinema, ma fu trasmesso in televisione negli anni novanta.